# Éditions Degliame
Éditions Degliame est une maison d'édition pour la jeunesse consacrée à l'imaginaire, créée en 2000 par Florence Degliame et mise en liquidation judiciaire le 7 septembre 2005, après avoir publié une cinquantaine de romans dans trois genres : science-fiction, fantasy (sous l'appellation "Légende") et fantastique : 46 titres dans la collection poche "Le Cadran Bleu", et 9 titres en grand format.
Ont notamment été publiés par cette maison d'édition les auteurs : Gudule, Pierre Grimbert, Jean-Pierre Andrevon, Laurent Genefort ou Philippe Ébly.